# The Videos: 1989 - 2004
The Videos: 1989 - 2004 è il nono album video del gruppo musicale statunitense Metallica, pubblicato il 5 dicembre 2006 dalla Warner Bros. Records.

## Descrizione
Contiene tutti i video pubblicati dal gruppo dal 1989 al 2004, con l'aggiunta dell'introduzione e della versione accorciata di One (entrambi presenti nel VHS 2 of One), della versione teatrale di The Unforgiven e del trailer del documentario Metallica: Some Kind of Monster, successivamente pubblicato nel 2005 nel formato DVD.

## Tracce
1. One – 7:41
2. Enter Sandman – 5:28
3. The Unforgiven – 6:21
4. Nothing Else Matters – 6:24
5. Wherever I May Roam – 6:05
6. Sad but True – 5:26
7. Until It Sleeps – 4:32
8. Hero of the Day – 4:30
9. Mama Said – 4:51
10. King Nothing – 5:26
11. The Memory Remains – 4:37
12. The Unforgiven II – 6:33
13. Fuel – 4:35
14. Turn the Page – 5:49 – originariamente interpretata da Bob Seger
15. Whiskey in the Jar – 4:43 – canzone tradizionale; originariamente interpretata dai Thin Lizzy
16. No Leaf Clover – 5:33
17. I Disappear – 4:28
18. St. Anger – 5:50
19. Frantic – 4:55
20. The Unnamed Feeling – 5:29
21. Some Kind of Monster – 4:28
22. 2 of One: Introduction – 5:43
23. One (Jammin' Version) – 5:05
24. The Unforgiven (Theatrical Version) – 11:29
25. Metallica: Some Kind of Monster (Film Trailer) – 2:27

## Formazione
Gruppo
- James Hetfield – chitarra, voce
- Lars Ulrich – batteria
- Kirk Hammett – chitarra
- Jason Newsted – basso (eccetto tracce 18-21)
- Robert Trujillo – basso e cori (tracce 18-21)

Altri musicisti
- Marianne Faithfull – voce aggiuntiva (traccia 11)

## Classifiche
| Classifica (2006) | Posizione massima |
| ----------------- | ----------------- |
| Stati Uniti       | 3                 |